# Martins underbara resa
Martins underbara resa är en svensk tecknad stillbildsfilm från 1980 i regi av Francisco Roca.
Filmen handlar om hur Martin från Chile och Lena från Sverige reser till en okänd planet. Förlaga var boken med samma namn av Roca från 1975. Filmen fotades och klipptes av Peter Nestler.

## Rollista
- Stefan Ekman – berättaren
- Christopher Karlsson – Martin
- Irma Veloz Roca – Lena
- José Barba – Manduc, ledaren på planeten Dindok
- Peter Nestler	– Pusco/Sampin, grodan
- Zsofia Nestler – Vapuni, vattnets ledarinna
- Ingrid Veloz Roca – eldfluga
- Francisco Roca – Pedro, Martins pappa